# القرن 33 ق م

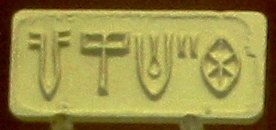
ختم من نهر السند

القرن الثالث والثلاثون قبل الميلاد أو القرن 33 ق.م هو القرن الواقع ما بين سنة  3300 ق.م إلى 3201 ق.م.

## أحداث
- تحولات مناخية أساسيةقد تكون بسبب تغيرات في نشاط الشمس. الأنهار الجليدية اتسعت، وغطت النباتات. ودرجات الحرارة في الغلاف الجوي خريفية.
- منطقة الصحراء الكبرى تغيرت من منطقة صالح للسكن إلى صحراء جرداء
- المصريون القدماء بدأوا في استخدام الصلصال، العظام والعاج لتسمية  مربعات.
- 3300 قبل الميلاد، أكتشف النص الهندوسي في نهر السند (أي باكستان اليوم)
- 3300 ق.م. الرسوم الصورية في الوركاء
- في الفترة ما بين القرن 30 ق م والقرن الثالث والثلاثين: صنع رسم لوجه امرأة من الوركاء. تتواجد حاليًا في متحف العراقي، بغداد. (سرقت وأستعيدت سنة 2003)

## إختراعات وإكتشافات
- العصر البرونزيبدأ في الهلال الخصيب (روكس، 1980)
- أدخلت الماشية إلى وداي النيل
- روض المصريين الحمير البريّة لشمال أفريقيا (كلاتون-بروك)